# Medina delicatula
Medina delicatula là một loài ruồi trong họ Tachinidae.